# Protaphorura pseudoglebata
Protaphorura pseudoglebata is een springstaartensoort uit de familie van de Onychiuridae. De wetenschappelijke naam van de soort is voor het eerst geldig gepubliceerd in 1989 door Arbea & Jordana.